# Samoa Airways
Samoa Airways, precedentemente Polynesian Airlines, è la compagnia aerea di bandiera delle Samoa.
La compagnia aerea è stata fondata nel 1959 come Polynesian Airlines, fornendo voli nazionali e internazionali in tutto il Pacifico meridionale. Le operazioni internazionali sono state temporaneamente sospese nel 2005 e rilevate dalla nuova compagnia aerea Polynesian Blue (poi Virgin Samoa), prima di riprendere con il nuovo nome di Samoa Airways alla fine del 2017.
Samoa Airways è interamente di proprietà del governo delle Samoa e ha sede nella capitale Apia, nel Samoa National Provident Fund Building su Beach Road e il suo hub principale si trova all'aeroporto Internazionale di Faleolo.
Al 2022, la compagnia opera solamente voli a corto raggio all'interno di Samoa e Samoa americane; voli a lungo raggio per l'Australia e la Nuova Zelanda vengono operati da altre compagnie o con aerei in wet lease.

## Storia
La Polynesian Airlines fu fondata nel 1959 da un capitano d'aerei australiano, sir Reginald Barnewall, che aveva già avuto esperienze di manager con un'altra compagnia aerea, la Southern Airlines, con base a Melbourne, e da Eugene Paul, uomo d'affari samoano. I collegamenti iniziarono nell'agosto dello stesso anno operando voli fra Apia e Pago Pago, usando un Percival Prince. Nel 1971 il governo delle Samoa acquistò il controllo della compagnia; nel 1982 fu stipulato un accordo quinquennale con la Ansett Australia, seguito da un altro decennale, firmato nel 1987, con la stessa compagnia. Nel febbraio del 1995 venne stipulato un accordo con Air New Zealand per sviluppare il mercato, i costi e le relazioni.
Nel 2005 nacque Polynesian Blue, fondata dal governo delle Samoa, e Virgin Blue, alla quale Polynesian Airlines cedette i collegamenti internazionali. Il governo, oltre a possedere il 100% di Polynesian Airlines, aveva anche il 49% di Virgin Blue.

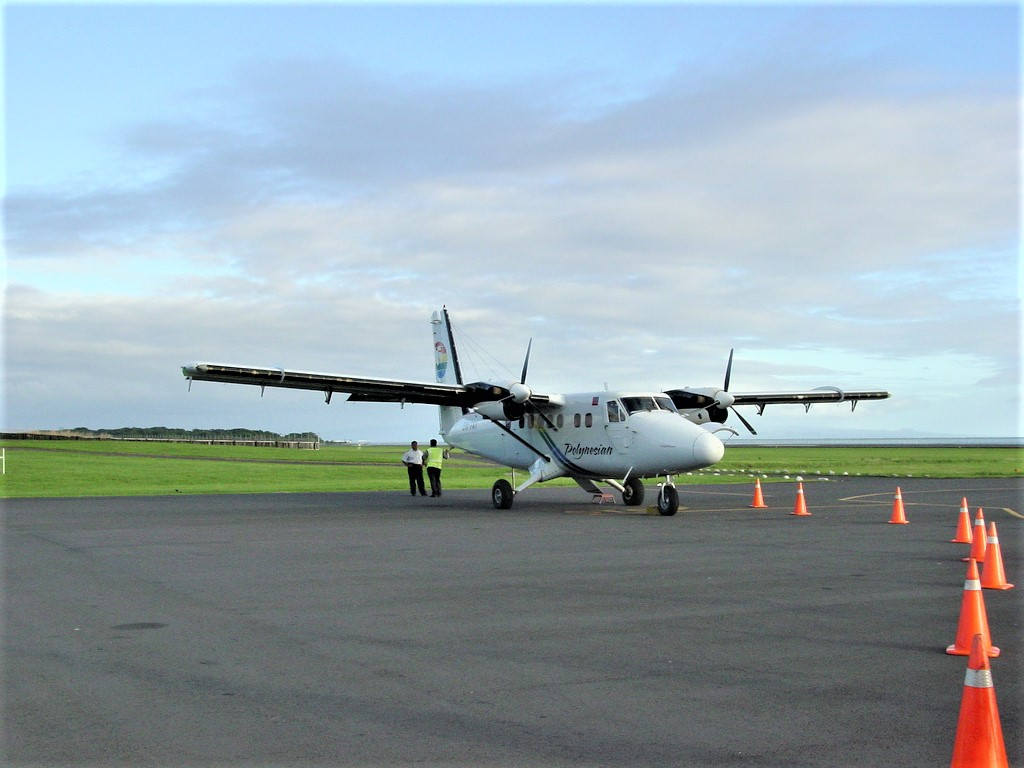
Un DHC-8-100 ad Apia.

Nel 2017, il governo samoano decise di rinunciare alla sua quota in Polynesian Blue, rinominata nel 2011 in Virgin Samoa, decretandone la chiusura, per via dei costi di gestione superiori alle aspettative.
A seguito di ciò, il governo delle Samoa siglò un contratto di wet lease con la compagnia aerea italiana Neos Air per l'avvio di rotte verso la nuova Zelanda e l'Australia grazie all'impiego del Boeing 737-800 con registrazione I-NEOS e la formazione dei piloti e gli assistenti di volo locali sullo stesso. Nell'aprile 2019 si chiuse questa collaborazione e l'aereo tornò in Italia; allo stesso tempo venne avviata una joint-venture con Fiji Airways per assistere Polynesian Airlines ad operare i voli con il Boeing 737 MAX; tuttavia ciò non è avvenuto a causa dell'interdizione al volo dell'aereo durata fino al 2021.
Il 14 novembre 2017, Polynesian Airlines ha cambiato nome in Samoa Airways.
Nell'agosto 2021, Samoa Airways ha noleggiato da BBAM un Boeing 737-800 per poter riprendere i voli internazionali. Tuttavia, l'aereo non ha mai raggiunto Samoa e dal luglio 2021 si trova parcheggiato a Brisbane. Il nuovo governo delle Samoa non è convinto di poter cominciare a operare con questo velivolo e sta cercando di rescindere il contratto di leasing a causa degli elevati costi per la certificazione e della carenza di passeggeri dovuta anche alla pandemia di COVID-19.

## Flotta

### Flotta attuale
Ad agosto 2024 la flotta di Samoa Airways è così composta:

### Flotta storica
Nel corso degli anni, Samoa Airways ha operato anche i seguenti aeromobili:

## Incidenti
- L'11 maggio 1966, intorno alle 18:10 ora locale, i tre membri dell'equipaggio che operavano un Douglas DC-3 della Polynesian Airlines (marche 5W-FAB) in volo di addestramento persero il controllo sullo Stretto di Apolima dopo che la porta d'ingresso della cabina si era staccata e aveva colpito la coda. Non ci furono superstiti.[11]
- Il 13 gennaio 1970 alle 02:54 ora locale, il volo Polynesian Airlines 208B, operato da un Douglas DC-3D (marche 5W-FAC), si schiantò in mare poco dopo il decollo dall'aeroporto di Faleolo su un volo charter internazionale verso l'aeroporto Internazionale di Pago Pago, nelle Samoa americane; persero la vita tutti i 29 passeggeri e i tre membri dell'equipaggio a bordo.[12]
- Il 20 agosto 1988, un Britten-Norman BN-2A Islander della Polynesian Airlines (marche 5W-FAF) rimase danneggiato irreparabilmente quando uscì di pista e finì in mare durante l'atterraggio all'aeroporto di Asau; non ci furono vittime.[13]
- Il 7 gennaio 1997 intorno alle 11:00 ora locale, un DHC-6-300 Twin Otter della Polynesian Airlines si schiantò sul monte Vaea a Samoa in condizioni meteorologiche avverse. L'aereo stava operando il volo 211 da Pago Pago ad Apia, quando i piloti decisero di dirottare verso l'aeroporto di Faleolo. Nello schianto persero la vita due dei tre passeggeri e uno dei due piloti.[14]